# Sade de Sousa
Sade Amor de Sousa (* 28. März 2001) ist eine namibische Leichtathletin, die sich auf den Sprint spezialisiert hat.

## Sportliche Laufbahn
Erste Erfahrungen bei internationalen Meisterschaften sammelte Sade de Sousa im Jahr 2017, als sie bei den U18-Weltmeisterschaften in Nairobi mit 12,03 s im Halbfinale im 100-Meter-Lauf ausschied und im Halbfinale über 200 Meter auf ein Antreten verzichtete. Im Jahr darauf belegte sie bei den Jugend-Afrikaspielen in Algier in 12,01 s den vierten Platz über 100 Meter und gelangte mit 25,48 s auf Rang acht im 200-Meter-Lauf. 2022 schied sie bei den Afrikameisterschaften in Port Louis mit 12,59 s im Halbfinale über 100 Meter aus und im selben Jahr begann sie ein Studium an der Carson–Newman University in den Vereinigten Staaten. 2024 nahm sie an den Afrikaspielen in Accra teil und schied dort mit 11,96 s im Semifinale über 100 Meter aus und belegte mit der Staffel in 34,64 s den fünften Platz. Im Juni schied sie bei den Afrikameisterschaften in Douala mit 11,53 s im Halbfinale über 100 Meter aus und belegte mit der Staffel in 45,74 s erneut den fünften Platz.
In den Jahren 2017 und 2018 wurde de Sousa namibische Meisterin im 200-Meter-Lauf.

## Persönliche Bestzeiten
- 100 Meter: 11,38 s (+1,8 m/s), 27. April 2024 in Nashville
  - 60 Meter (Halle): 7,37 s, 11. März 2023 in Virginia Beach
- 200 Meter: 24,54 s (+1,0 m/s), 7. April 2023 in Knoxville
  - 200 Meter (Halle): 25,58 s, 11. Februar 2023 in Virginia Beach